# Peperomia elegantifolia
Peperomia elegantifolia är en pepparväxtart som beskrevs av William Trelease. Peperomia elegantifolia ingår i släktet peperomior, och familjen pepparväxter. Inga underarter finns listade i Catalogue of Life.